# Liegedreirad

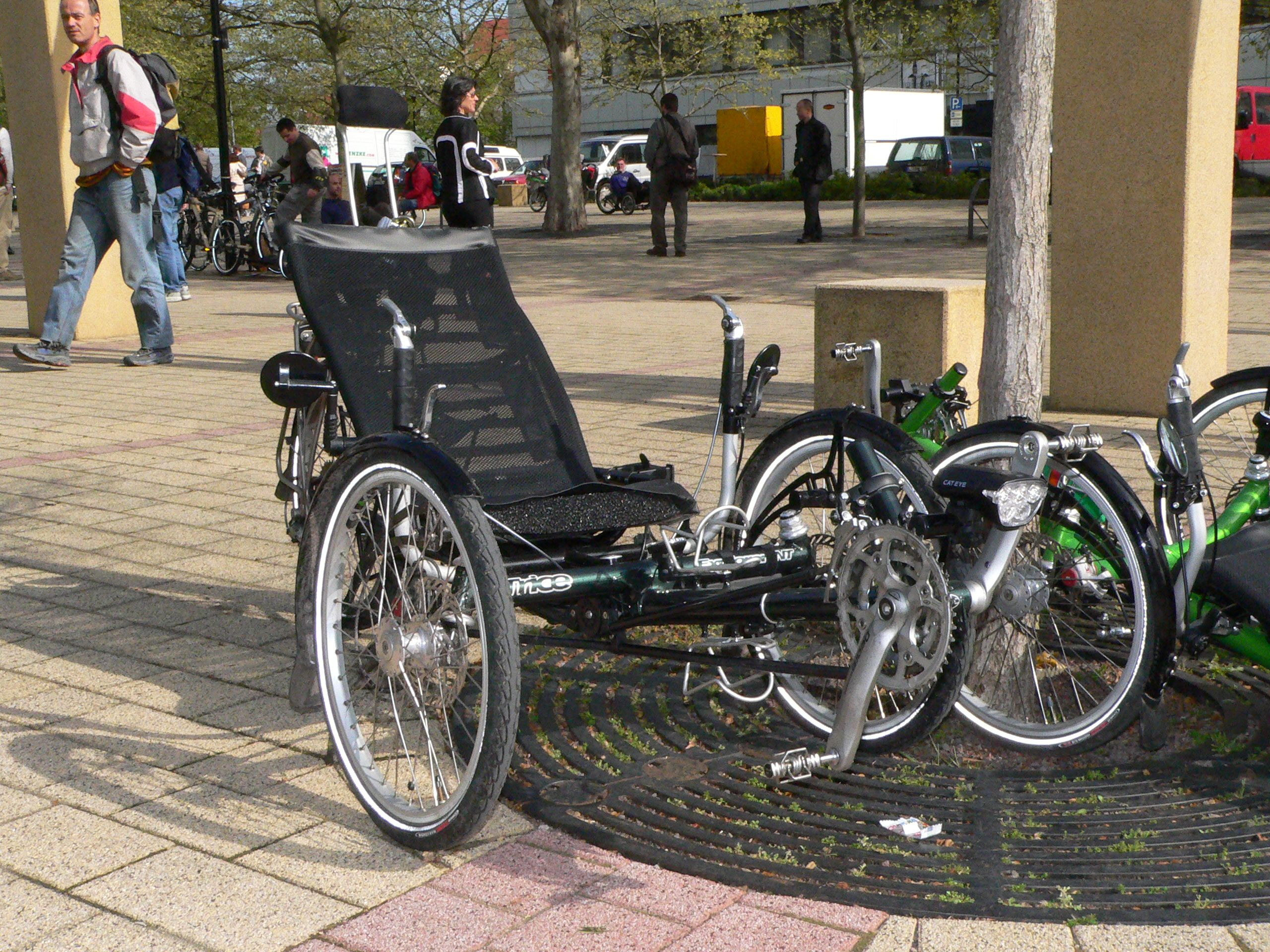
Liegedreirad in Tadpole-Bauweise

Das Liegedreirad, auch als Liegetrike oder kurz Trike bezeichnet, ist ein dreispuriges Liegerad, das in zwei verschiedenen Grundtypen gebaut wird. Am meisten verbreitet ist die Bauform vom Typ „Tadpole“ (engl. Kaulquappe) mit zwei gelenkten Rädern vorne und einem angetriebenen Rad hinten. Die etwas seltenere Bauform mit zwei Rädern hinten und einem gelenkten Vorderrad wird als „Delta“ bezeichnet. Beim Delta wird meist eines der Hinterräder angetrieben, seltener beide Hinterräder (dann mit Differenzialgetriebe) oder das Vorderrad.

## Vor- und Nachteile
Vorteile des Liegedreirads gegenüber dem zweirädrigen, einspurigen Liegerad sind die hohe Kippsicherheit, die erhöhte Bremsleistung sowie die Möglichkeit, eine Rundum-Verkleidung zur Verringerung des Windwiderstandes und als Wetterschutz anzubringen. Ein so verkleidetes Fahrzeug heißt Velomobil.
Weiterhin ist die hohe Kippsicherheit – auch im Stand – besonders vorteilhaft für den Kleinkindtransport mittels Kindersitz. Außerdem ermöglicht sie ein langsames Fahren, ohne dass sich der Fahrer auf das Gleichgewicht konzentrieren muss und Schlangenlinien fährt; das ist besonders bergauf ein deutlicher Vorteil. Diese Kippsicherheit ermöglichte es Maria Leijerstam im Dezember 2013, als erster Mensch den Südpol auf einem Fahrrad, in diesem Fall einem Trike mit Ballonreifen, zu erreichen, und dabei eine besonders kurze, aber verhältnismäßig steile Route zu wählen.
Nachteile sind das höhere Gewicht, der etwas höhere Rollwiderstand und die größere Breite. Im Stadtverkehr kann bei einigen Modellen auch die tiefe Sitzposition ein Nachteil sein. Da Liegedreiräder als dreispurige Fahrzeuge nicht so einfach um Bodenunebenheiten herumgelenkt werden können, sind unebene Strecken oft mit Unbequemlichkeiten für den Fahrer verbunden, welche aber durch Nutzung von Ballonreifen oder einer Federung deutlich reduziert werden können.

## Besondere Bauformen
Manche Liegedreiräder sind als Faltrad erhältlich, so dass die ansonsten sperrigen Fahrzeuge gefaltet auch im Autokofferraum oder im Zug transportiert werden können. Beispiele für faltbare Liegedreiräder sind die Modelle Gecko, Scorpion fx bzw. fs des deutschen Herstellers HP Velotechnik und die Modelle Sprint und Adventure des englischen Herstellers Inspired Cycle Engineering.
Liegedreiräder gibt es auch als Tandem Trikes. Hierbei sind die beiden Sitze hintereinander oder auch nebeneinander angeordnet.
Ganzkörperliegedreiräder können mit Armkurbeln und mit Beinkurbeln angetrieben werden.

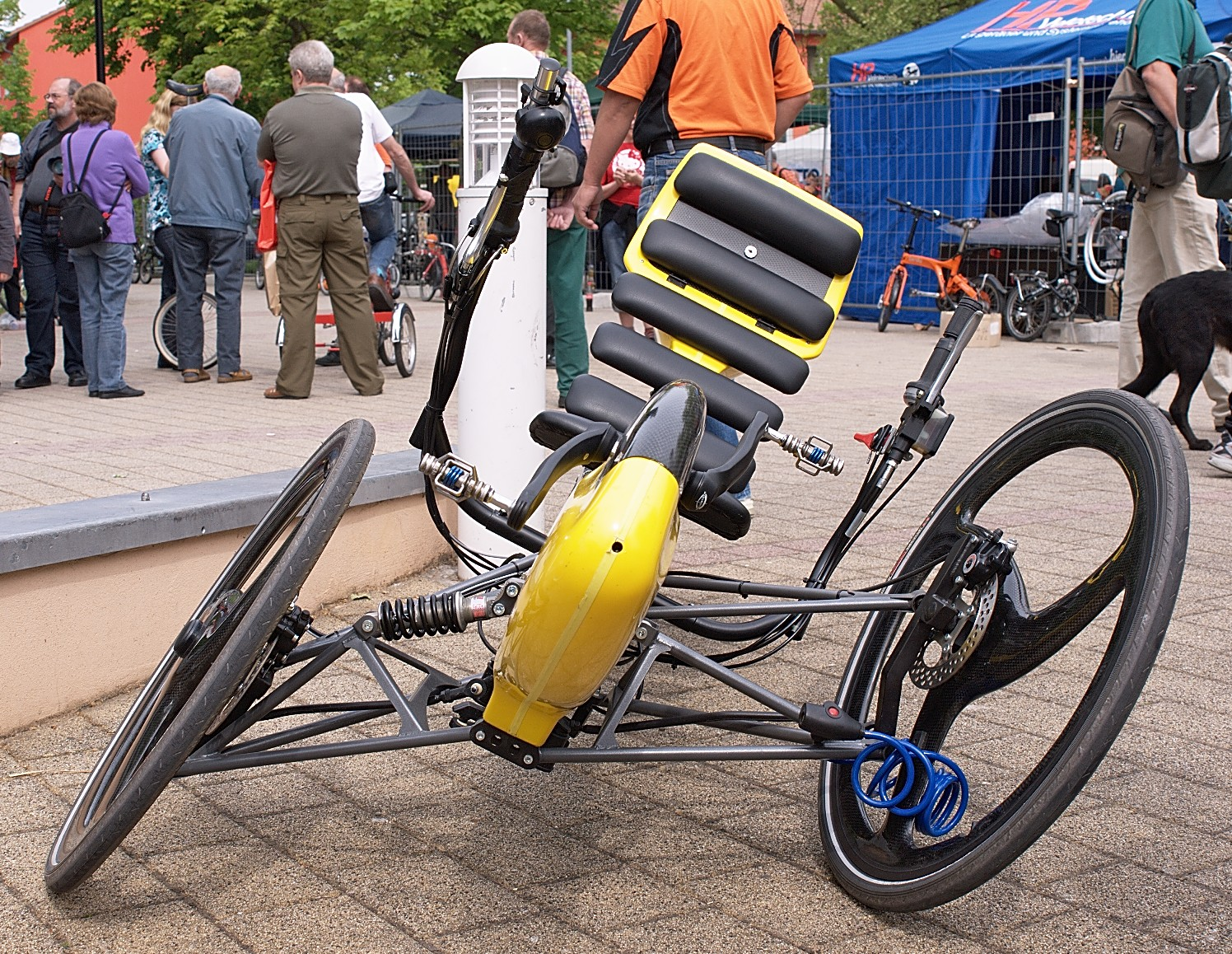
Kurvenneiger Tripendo
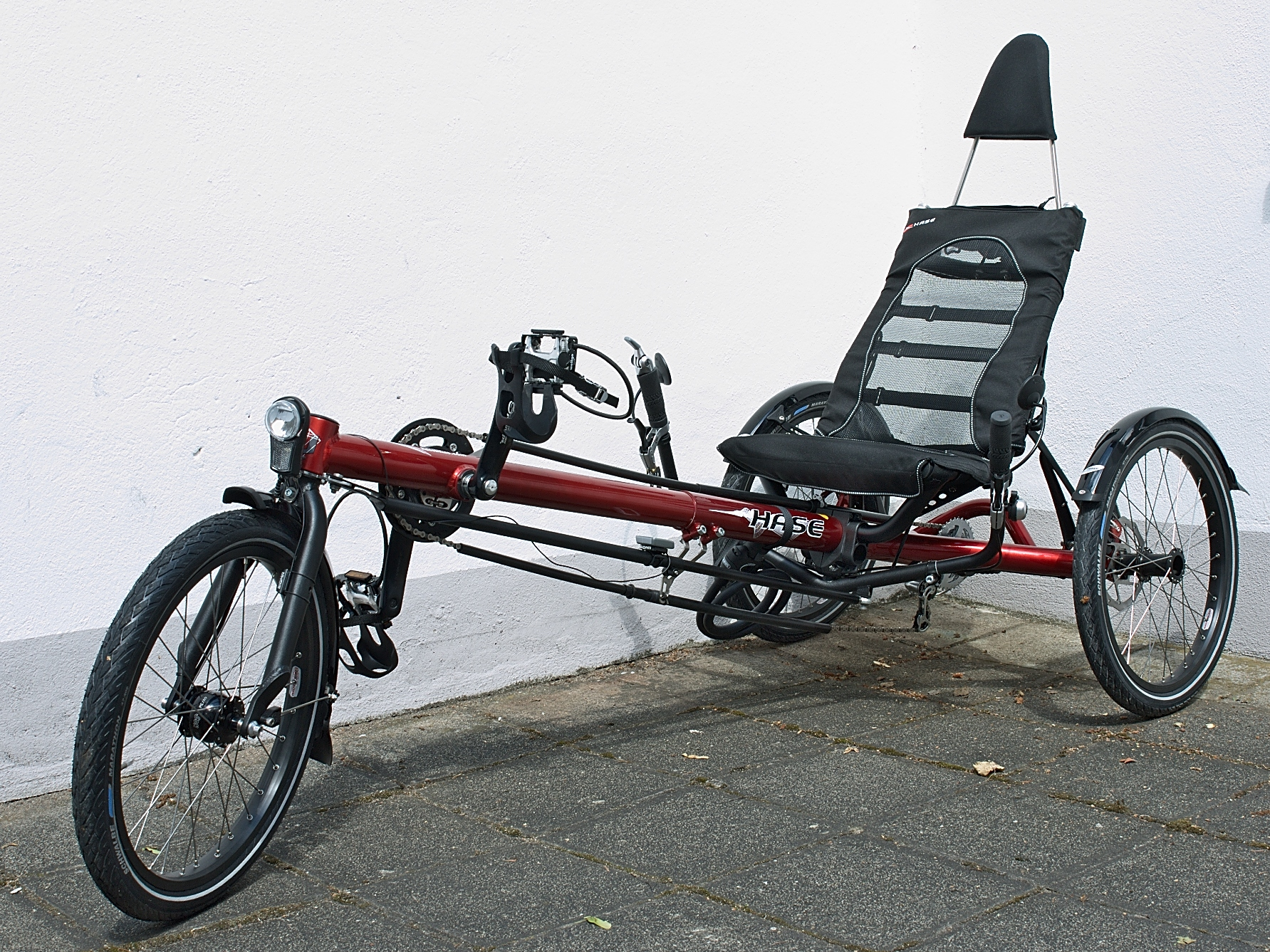
Typische Delta-Bauform (Kettwiesel von Hase Spezialräder)
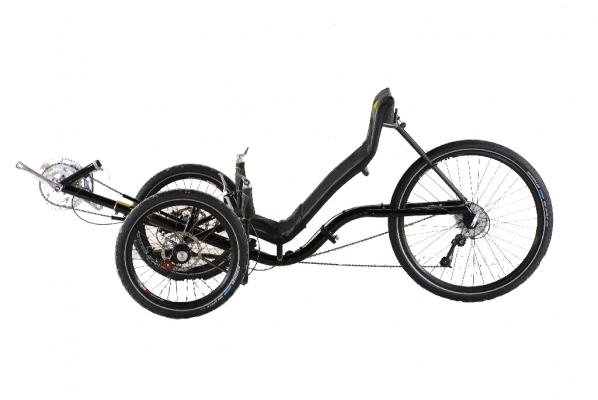
Typische Tadpole-Bauform, Njunis von Q-Cycles
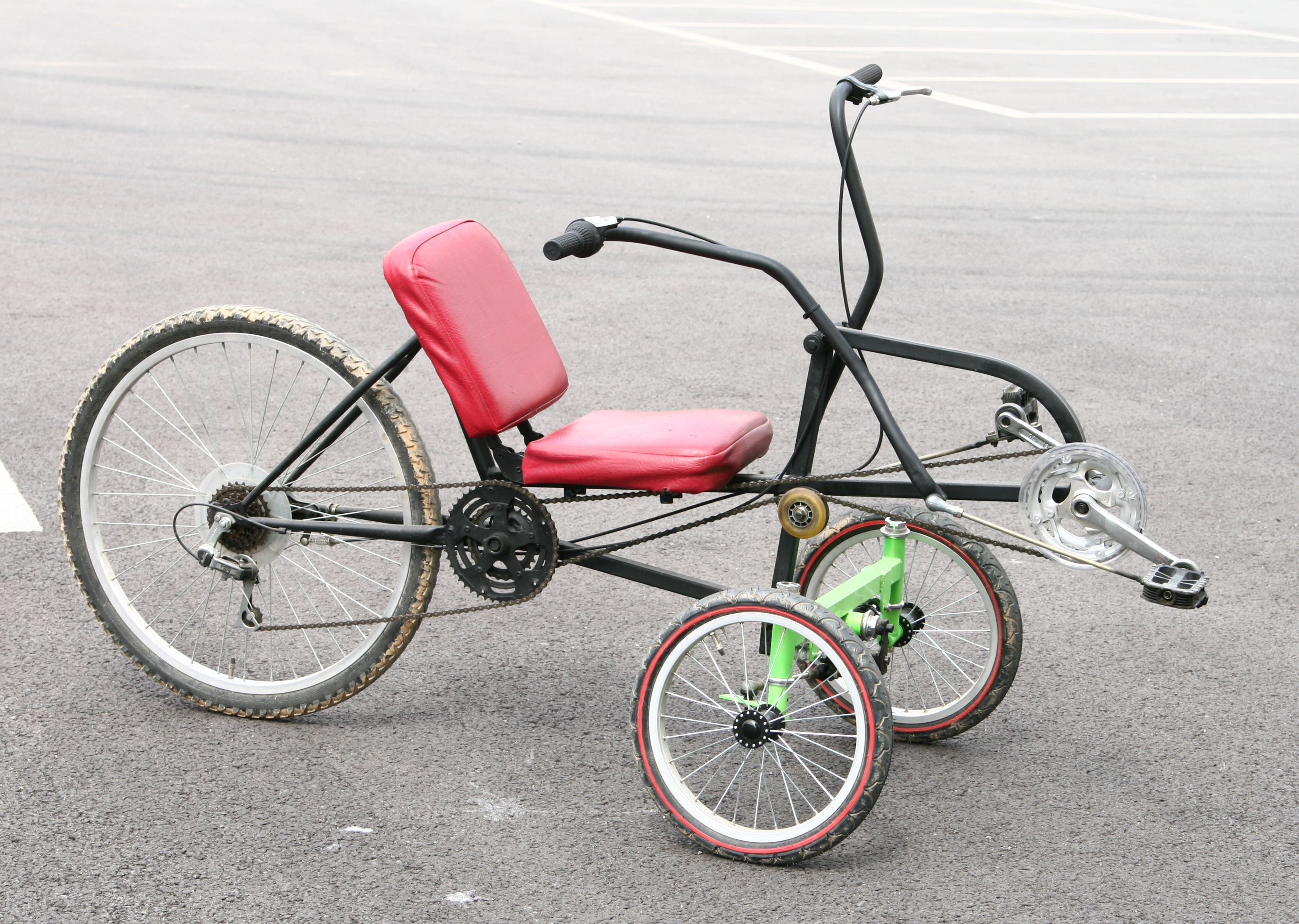
Selbstbau-Liegedreirad mit Hand- und Fußantrieb
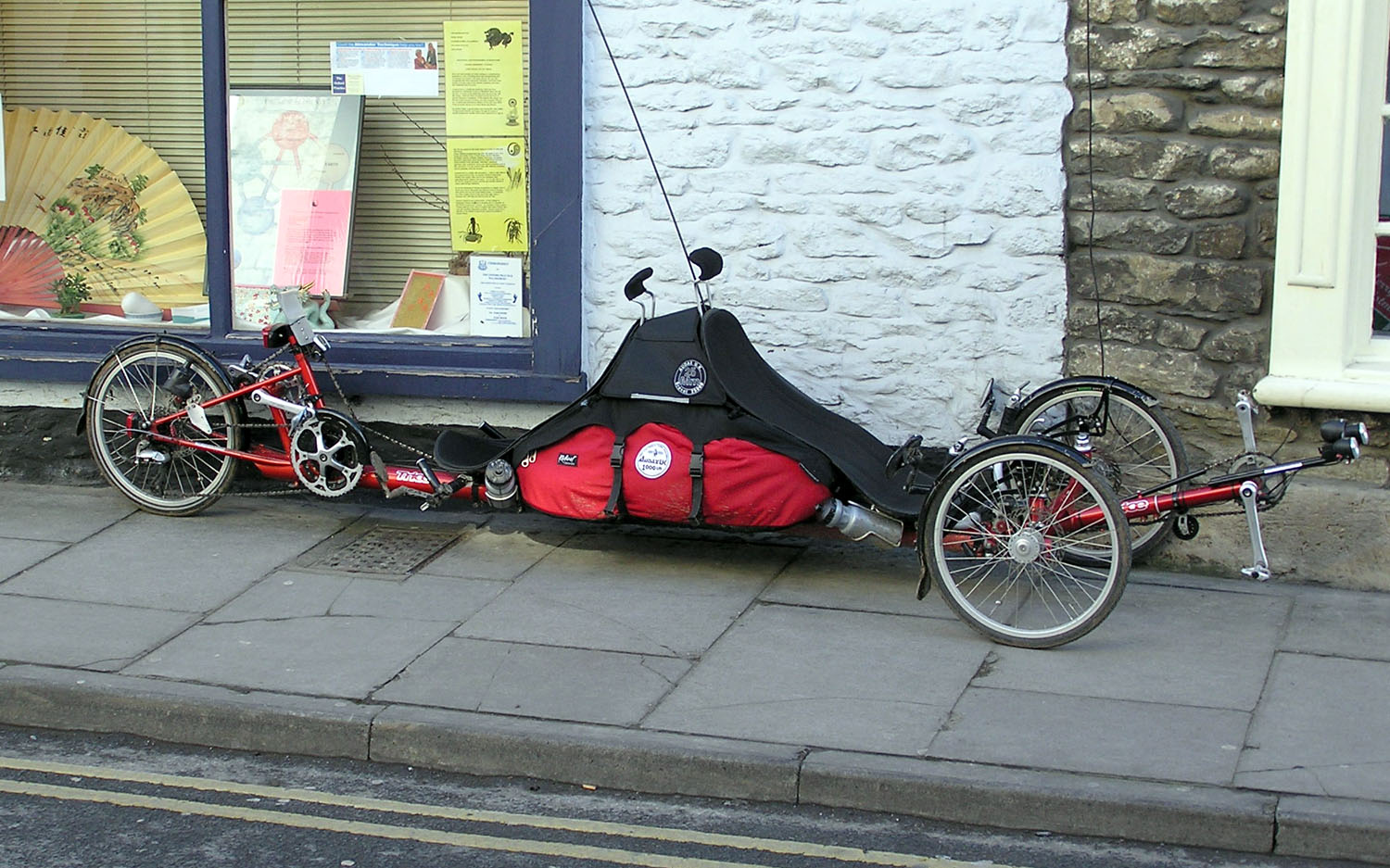
Tandem-Liegedreirad in Stretchausführung
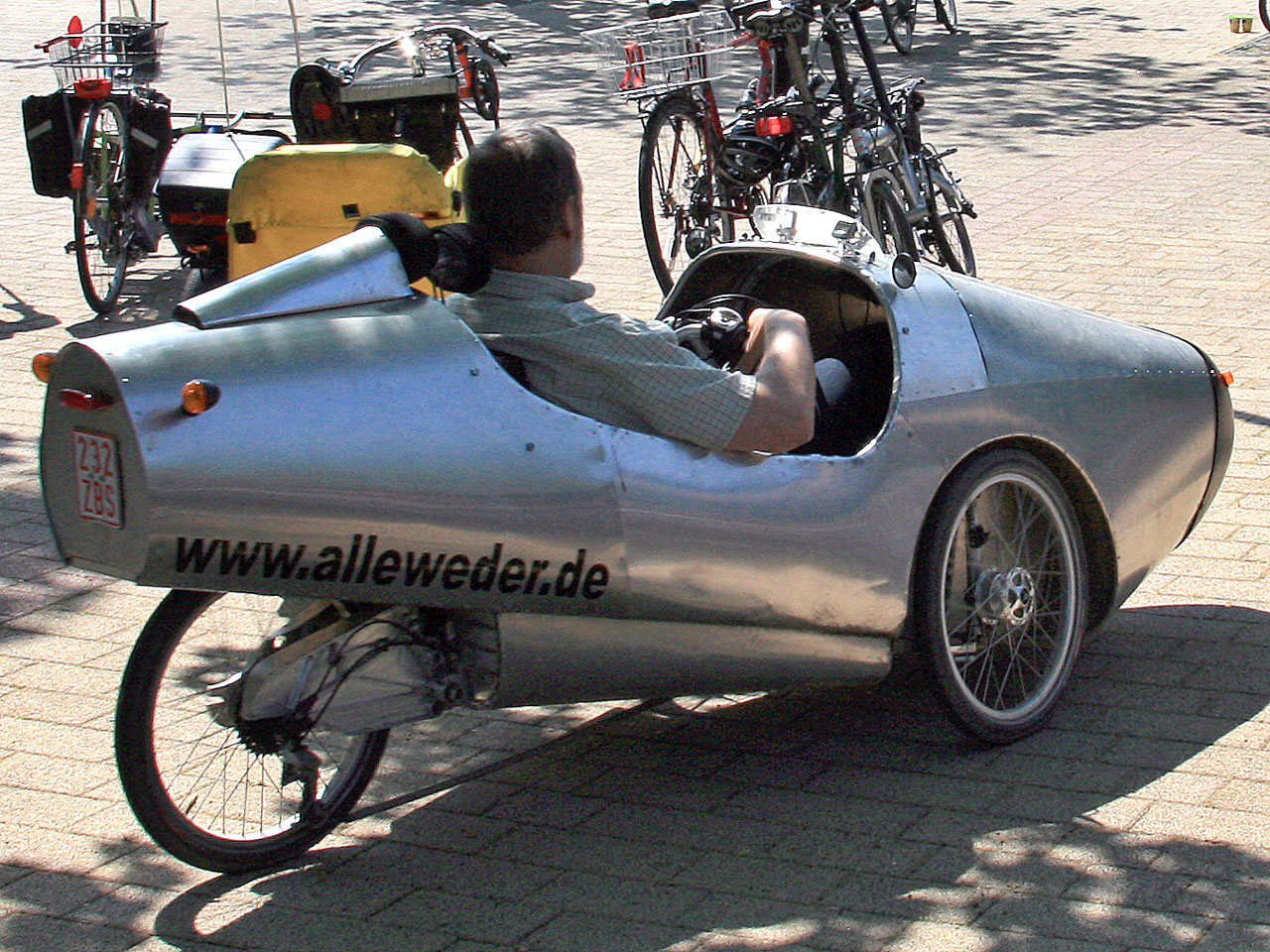
Alleweder 4: Velomobil
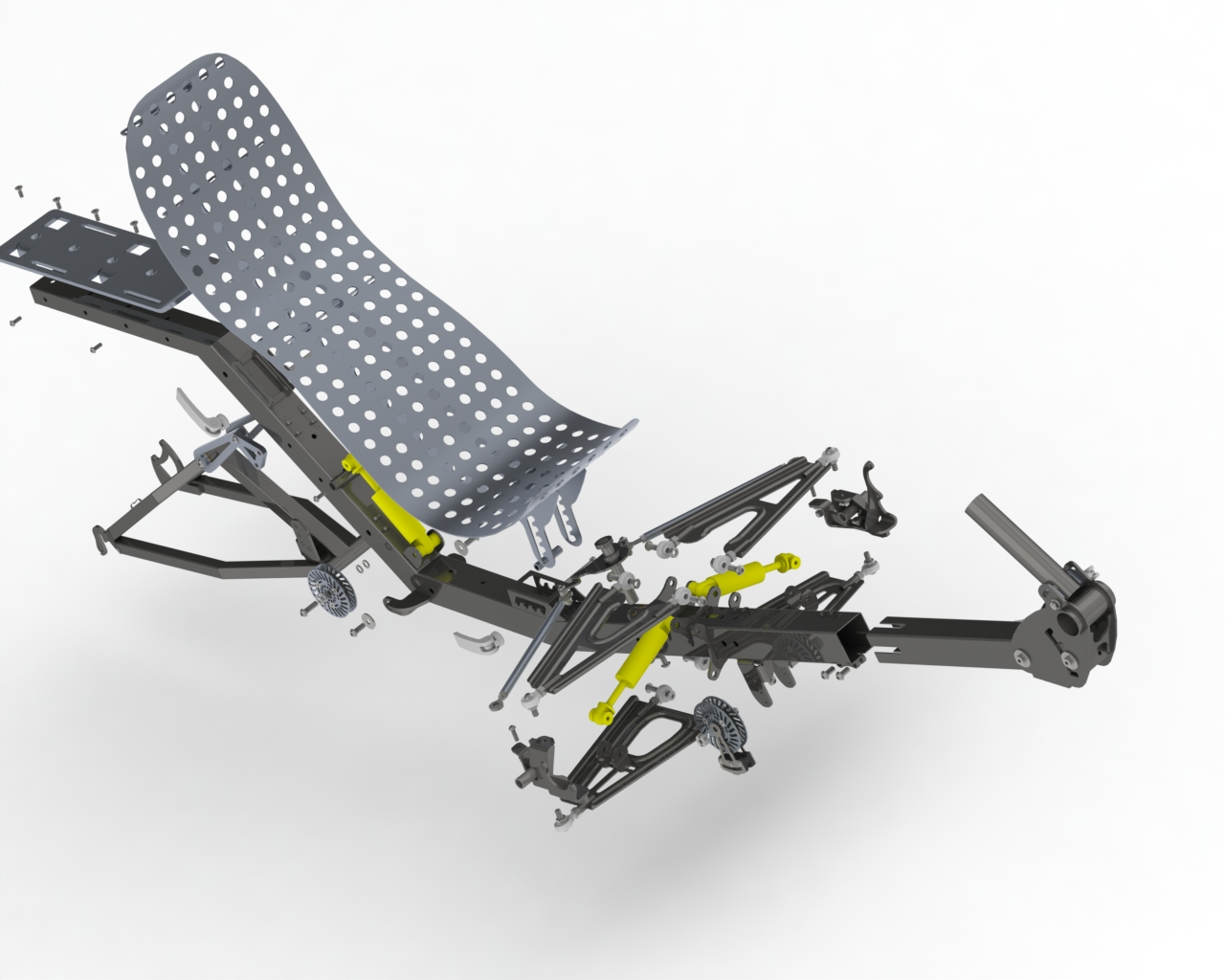
Ausführlicher Creative Commons Bauplan für Selbstbauer
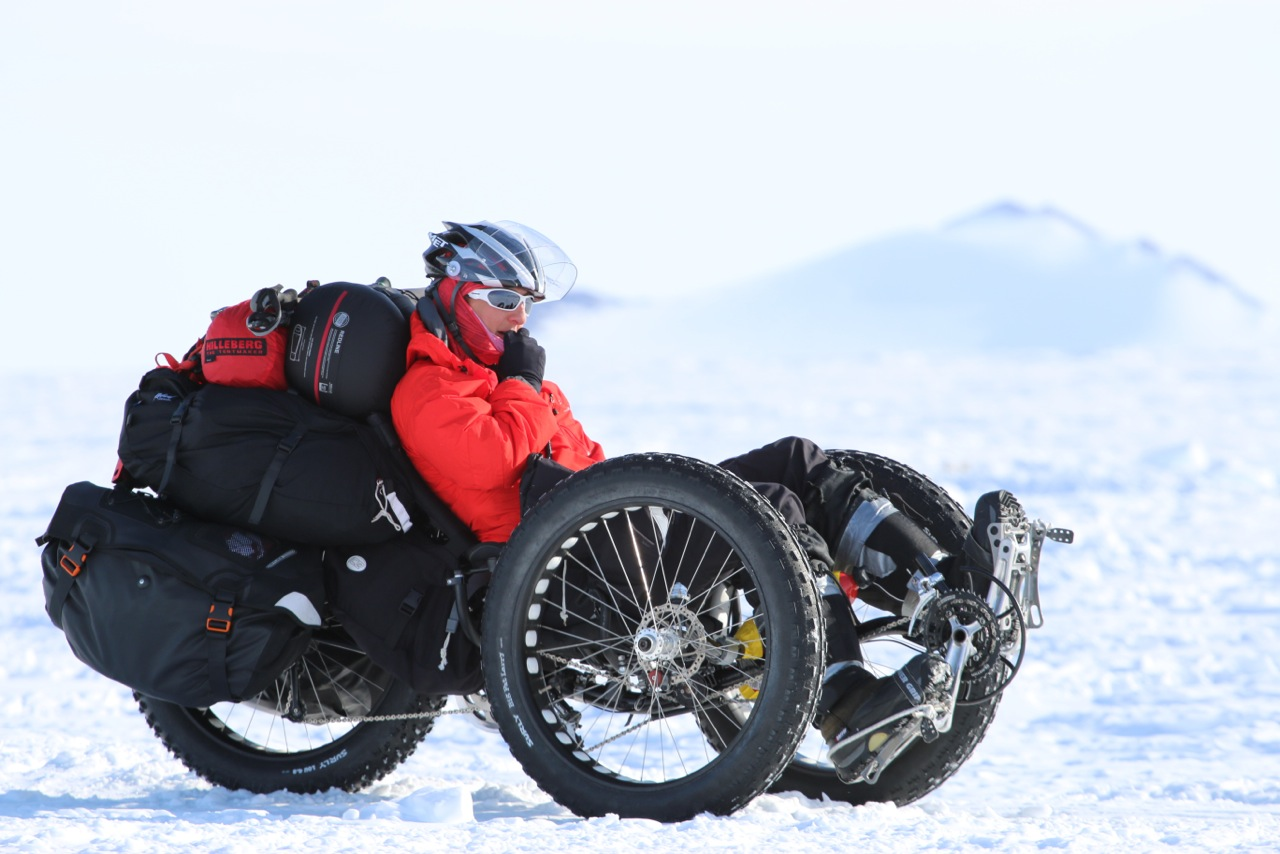
Das Polar Cycle mit Maria Leijerstam
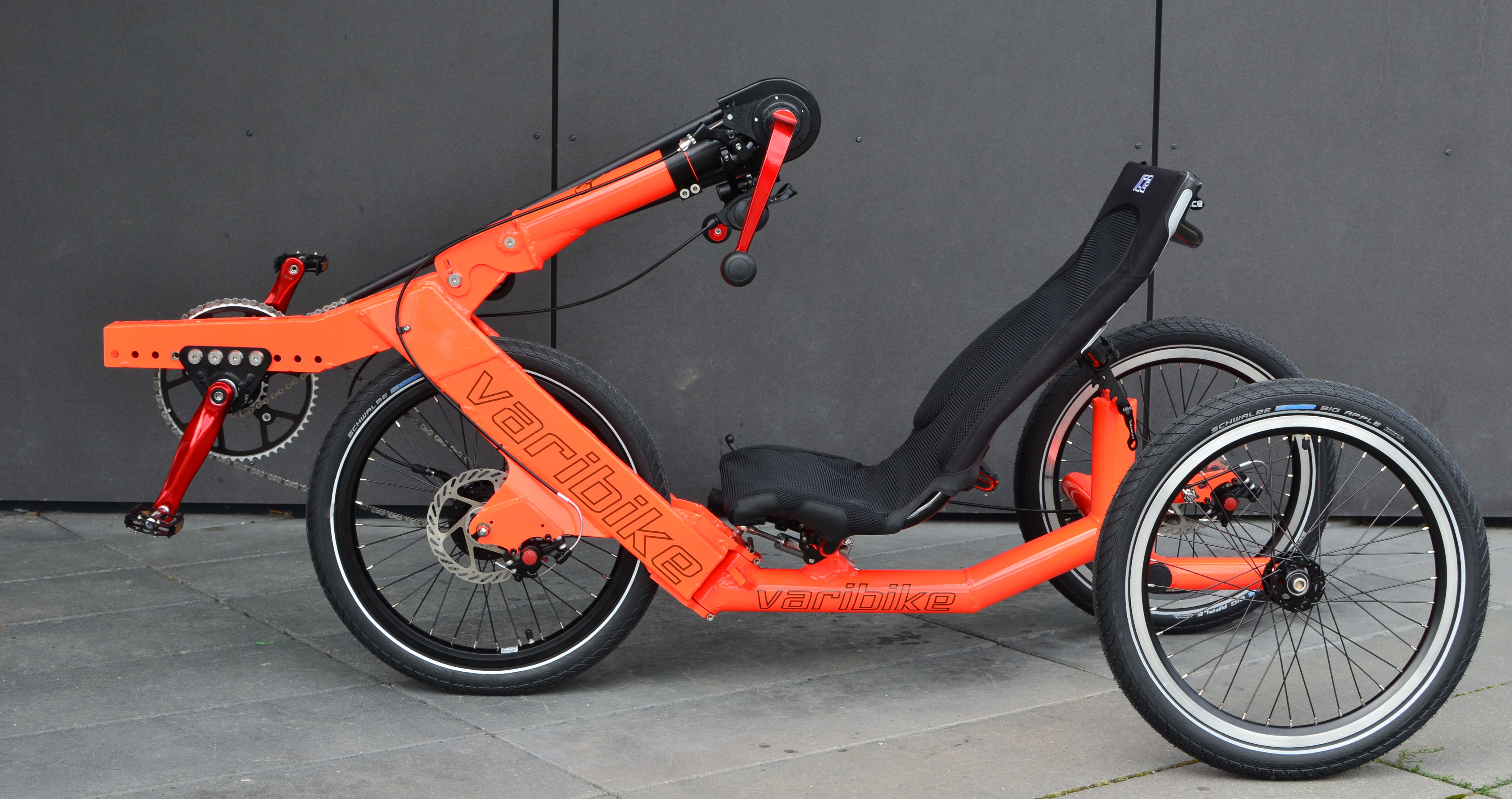
Ganzkörperliegedreirad Varibike mit Arm- und Beinkurbeln